# Крижчене
Крижче́не —  село в Україні, у Чернігівській селищній громаді Бердянського району Запорізької області. Населення становить 68 осіб (1 січня 2015). До 2016 орган місцевого самоврядування — Новоказанкуватська сільська рада.
Село тимчасово окуповане російськими військами 24 лютого 2022 року.

## Географія
Село Крижчене лежить за 4 км від правого берега річки Каїнкулак, на відстані 2 км від села Петропавлівка і за 20 км на північний захід від Чернігівки. По селу протікає струмок що пересихає із загатою.

## Історія
Заснування пов'язане із земельною реформою 1921 року. Отримавши землю сюди переселилися новогригорівці. Село й назване за прізвищем одного з першого з них — Крижка. Переселилося 30 сімей, до 1924 року вони збудували хати й початкову школу.
В умовах НЕПу селянам, які мали бажання працювати вдалося організувати господарство й отримати прибутки. У ході колективізація й розкуркулення репресували найкращих господарів: Кислицького, Юхименка, Савченка та Іваненка, син якого внаслідок цього помер від голоду.
Була утворена комуна, яка 1930 року стала сільгоспартіллю «Комунар». У передвоєнні роки завдяки важкій праці селян було укріплено матеріально-технічну базу, з'явився клуб.
З початком німецько-радянської війни більшість чоловіків іде на фронт, а жінки й діти працюють у полі й бригаді. У жовтні 1941 року село окуповують німецькі загарбники. За роки окупації 32 жителі села відправлено на каторгу в Німеччину, де одна жінка померла.
Під час голоду 1946–1947 років помер один житель села.
Після війни село відбудовується, з'явилися ферми, новий клуб, відбудували школу. 1950 року місцевий колгосп об'єднано з колгоспами сіл Зелений Луг і Петровське, а 1959 року цей колгосп увійшов до складу колгоспу ім. Леніна з центром у Новомихайлівці.
Село потрапляє у розряд «неперспективних». 1969 року закривають школу, молодь від'їздить, а село старіє.
У селі працює відділення зв'язку й ФАП. Селяни здають землю в оренду ТОВ «Новополтавське» та СВК «Україна».
12 червня 2020 року, відповідно до Розпорядження Кабінету Міністрів України від  № 713-р «Про визначення адміністративних центрів та затвердження територій територіальних громад Запорізької області», увійшло до складу Чернігівської селищної громади.
19 липня 2020 року після ліквідації Чернігівського району село увійшло до Бердянського району.

## Населення
За даними перепису 2001 року населення становило 106 осіб.

### Мова
| українська мова | російська | білоруська |
| --------------- | --------- | ---------- |
| 95.28%          | 3.77%     | 0.94%      |